# アレクサンダー・プリリップ
アレクサンダー・プリリップ（Alexandre Prilip、1982年9月28日 - ）は、ロシアの男性キックボクサー。ロストフ・ナ・ドヌ出身。元FIBA世界スーパーバンタム級王者。

## 来歴
2013年8月25日、Krush.31 ～in HIROSHIMA～において、寺戸伸近の持つISKA世界バンタム級タイトルに挑戦した。試合では2Rに寺戸から右ストレートで2度のダウンを奪ったが、ローキックで逆転されて5Rに2度ダウンを奪い返され、判定負けを喫した。
2015年4月19日、K-1 WORLD GP 2015 IN JAPAN～－55kg初代王座決定トーナメント～に出場し、一回戦で武尊に2RKO負け。

## 人物
本職ではフランス外人部隊に所属し、スポーツセクションのインストラクターを務めている。

## 戦績
| キックボクシング 戦績 | キックボクシング 戦績 | キックボクシング 戦績 | キックボクシング 戦績 | キックボクシング 戦績 | キックボクシング 戦績 | キックボクシング 戦績 |
| --------------------- | --------------------- | --------------------- | --------------------- | --------------------- | --------------------- | --------------------- |
| 46 試合               | (T)KO                 | 判定                  | その他                | 引き分け              | 無効試合              |                       |
| 42 勝                 | 26                    | 16                    | 0                     | 0                     | 0                     |                       |
| 4 敗                  |                       |                       | 0                     | 0                     | 0                     |                       |

| 勝敗 | 対戦相手 | 試合結果                 | 大会名 | 開催年月日    |
| ×    | 武尊     | 2R 1:48 KO（パンチ連打） | K-1 WORLD GP 2015 IN JAPAN ～-55kg初代王座決定トーナメント～ 【K-1 WORLD GP -55kg初代王座決定トーナメント1回戦】 | 2015年4月19日 |
| ×    | 寺戸伸近 | 5R終了 判定0-3           | Krush.31 ～in HIROSHIMA～ 【ISKA K-1世界バンタム級タイトルマッチ】                                               | 2013年8月25日 |